# Cordella spinulosa
Cordella spinulosa är en svampart som beskrevs av Speg. 1886. Cordella spinulosa ingår i släktet Cordella och familjen Apiosporaceae.   Inga underarter finns listade i Catalogue of Life.